# AD Senador Guiomard
 Associação Desportiva Senador Guiomard, meestal ADESG is een Braziliaanse voetbalclub uit Senador Guiomard in de staat Acre

## Geschiedenis
De club werd opgericht in 1982. In 1992 speelde de club voor het eerst in de hoogste klasse van het Campeonato Acreano en speelde hier onafgebroken tot 2011. In 2006 werd de club kampioen en mocht zo deelnemen aan de Série C. De club zat in een groep met Tuna Luso en Rio Negro en werd laatste.

## Erelijst
Campeonato Acreano
2006